# Neoromicia matroka
Neoromicia matroka är en fladdermus i familjen läderlappar som förekommer på Madagaskar.
Denna fladdermus blir 46 till 54 mm lång (huvud och bål), har en 28 till 36 mm lång svans och väger ungefär 9 g. Den har 29 till 35 mm långa underarmar och 10 till 14 mm stora öron. Den täta och mjuka pälsen har på ovansidan en mörkbrun färg och undersidan är täckt av gråbrun päls. Neoromicia matroka har en mörk flygmembran och ungefär trekantiga öron. Skillnader mot andra släktmedlemmar består bland annat i konstruktionen av hanens penisben.
Arten lever på högplatå och i bergstrakter på östra Madagaskar mellan 970 och 1300 meter över havet. Individerna söker sin föda främst vid de fuktiga skogarnas kanter samt ovanför jordbruksmarker och gräsmarker. Flera exemplar fångades för undersökningar intill byggnader.
Arten har olika insekter och spindeldjur som föda.
För beståndet är inga hot kända. Antagligen är Neoromicia matroka inte sällsynt. IUCN listar arten som livskraftig (LC).